# Gêne (peine)
Pour les articles ayant des titres homophones, voir gène et Gênes.
Pour les articles homonymes, voir Gêne.

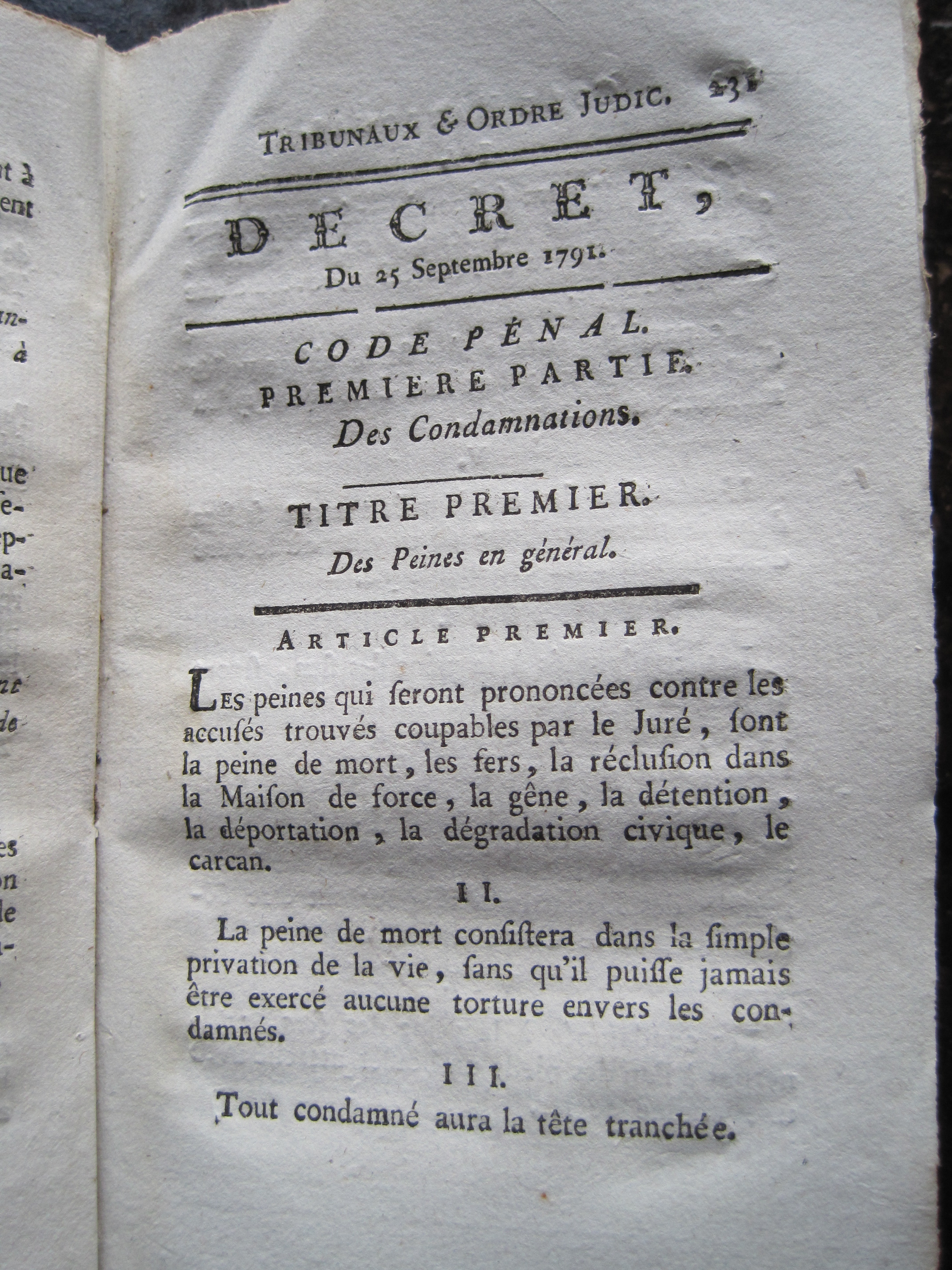
Code pénal 1791, 1, 2, 3.

La gêne est une ancienne peine du droit français, définie dans le Code pénal de 1791, maintenue dans le Code des délits et des peines de l’an IV (art. 603), et finalement supprimée par le Code pénal napoléonien de 1810. Peine "afflictive et infamante", c'est une forme de détention aggravée, à l'isolement. Difficile à mettre en œuvre, souvent considérée comme inhumaine, elle fut peu appliquée.

## Définition de la gêne
Dans son rapport à l'Assemblée sur le projet du Code pénal, le 23 mai 1791, Louis Michel Le Pelletier de Saint-Fargeau présente la gêne, qui est une peine nouvelle dans le droit français, comme une peine afflictive (comme le cachot et la prison), mais aussi infamante (comme la dégradation civique pour les hommes, et le carcan pour les femmes). 
Il décrit ainsi la nouvelle peine :

« Voici en quoi consistera la peine de la gêne. Le condamné sera enfermé : ainsi, privation de la liberté ; premier caractère de sa peine. Il sera seul : ainsi, solitude habituelle, sauf les exceptions qui vont être spécifiées ; second caractère de sa punition. Il portera une ceinture de fer autour du corps et sera attaché avec une chaîne ; mais à la différence des condamnés à la peine du cachot, il ne portera point de fers aux pieds ni aux mains. Le lieu où il sera détenu sera éclairé ; circonstance qui distingue encore cette peine de celle du cachot. Tous les jours il sera fourni au condamné, du travail… Aucune violence ne le contraindra d'être laborieux. Vos comités ont pensé plus efficace et plus moral de l'y porter en le faisant jouir du produit de son industrie. Une partie sera employée pour améliorer sa nourriture, toujours réduite au pain et à l'eau s'il ne gagne pas une plus douce subsistance. Une partie sera conservée pour lui être remise au moment où il recouvrera sa liberté après la peine accomplie. Un tiers seulement sera prélevé pour la masse commune de la dépense de la maison. Le fonds réservé pour l'instant de la sortie du condamné a paru à vos comités une mesure utile : ainsi le besoin et la nécessité ne le pousseront pas à un nouveau crime à l'instant même où son premier crime vient d'être expié… Le cachot, la gêne, la prison ont pour principe commun d'exclure du système pénal toute espèce de coups et de tortures qui présentent à l'esprit cette repoussante image d'un homme frappant son semblable. »

Cette idée, issue des travaux du Comité de législation criminelle, d'une peine fixe et proportionnée au délit, est probablement inspirée de la réflexion humaniste de Cesare Beccaria. La peine d'isolement ressemble à celle que les convicts subissent en 1791 dans la prison de Philadelphie, réformée à cette date . Mais c'est dans les œuvres d'un moine français du XVIIe siècle,  Jean Mabillon, que l'on retrouve les principaux éléments de la gêne. Dans un traité paru en 1724, s'intéressant au sort des religieux condamnés à la prison, il prône une peine temporaire, assortie de l'isolement, avec la possibilité d'un travail utile, préconisant un adoucissement de la peine avec le temps, dans le but d'amender le coupable . 
La peine de la gêne est finalement retenue dans le texte définitif du Code pénal de 1791, 1re partie (des condamnations), titre I (des peines en général), dans des modalités assez proches du projet de son rapporteur. 
Elle est mentionnée dès l'article premier, aux côtés de la peine de mort, des fers, de la réclusion, de la détention, de la déportation, de la dégradation civique, le carcan, comme l'une des peines susceptibles d'être prononcées par le jury. 
L'article 14 dispose que « tout condamné à la peine de la gêne sera enfermé seul dans un lieu éclairé, sans fers ni liens ; il ne pourra avoir pendant la durée de sa peine, aucune communication avec les autres condamnés ou avec des personnes du dehors ».   
L'article 15 prévoit qu'il ne sera fourni au condamné « que du pain et de l'eau ».
L'article 16 autorise le condamné à travailler sur son lieu de détention et l'article 17 fixe l'utilisation des produits du travail (entretien, pécule, sortie).
L'article 19 indique que « cette peine ne pourra en aucun cas être perpétuelle ».
L'article 28 précise que le condamné, avant de subir sa peine, « sera préalablement conduit sur la place publique de la ville […] Il y sera attaché à un poteau placé sur un échafaud, et il y demeurera exposé aux regards du peuple […] pendant quatre heures, s'il est condamné à la peine de la gêne […] Au-dessus de sa tête, sur un écriteau, seront inscrits en gros caractères ses noms, sa profession, son domicile, la cause de sa condamnation, et le jugement rendu contre lui ».
La condamnation à la peine de la gêne entraîne la déchéance de tous les droits attachés à la qualité de citoyen actif (Titre IV, art. 1), ainsi que l'interdiction légale du condamné (Titre IV, art. 2 et suiv.).
La gêne est maintenue dans le Code des délits et des peines de l’an IV (art. 603).

## Qui pouvait être concerné par la peine de la gêne?
La gêne est affectée principalement à la répression des crimes politiques  ou commis par des fonctionnaires publics.  
Elle ne peut être appliquée aux crimes ordinaires que dans deux cas :  
1. lorsque le meurtre pouvait bénéficier de l'excuse de provocation[9] ;
2. pour faux témoignage en matière civile[10].

Tous les autres crimes et délits ordinaires sont punis des autres peines (la mort, les fers, la réclusion, la détention ou l'emprisonnement).

## Exemples de condamnations
- Dans l'affaire Clément de Ris, qui inspire à Balzac la trame d'Une ténébreuse affaire, deux accusés, M. et Mme Lacroix, propriétaires de la ferme où le sénateur a été séquestré, sont condamnés le 2 novembre 1801 par le tribunal spécial de Maine-et-Loire à 6 ans de gêne[12].

## Les raisons de sa suppression
L'article 18 du code pénal de 1791 prévoit qu'il doit être « statué par un décret particulier, dans quel nombre et dans quels lieux seront formés les établissements destinés à recevoir les condamnés à la peine de gêne ». Ce texte n'est pas suivi d'effet. Faute de locaux appropriés, la peine de la gêne n'est que difficilement appliquée. Sur l'exemple du tribunal criminel du Nord, il est observé que la gêne ne représente que 0,24 % des verdicts, comme la déportation. La dégradation civique (0,60 %) et la détention criminelle (4,70 %) sont plus souvent prononcées. Les tribunaux semblent réticents à prononcer des peines qui n’ont pas leur équivalent dans l'Ancien Régime.
L'emprisonnement individuel et cellulaire consiste en une simple séparation des détenus entre eux, sans proscrire les communications avec l'extérieur, la participation aux exercices du culte, organisant la promenade à l'air libre pendant une heure au moins par jour. La peine de la gêne, au contraire, impose une solitude absolue. 
Le code de 1810, pourtant animé par le souci de défendre sans faiblesse l’ordre social et le régime politique, la supprime pour cette raison. Dans son rapport devant le Corps législatif, Jean-Baptiste Treilhard trouve inhumain ce type de séquestration qui implique l’isolement total du prisonnier : « Quel est donc le sort d’un homme enfermé pour vingt ans, sans espoir de communication ni à l’intérieur ni à l’extérieur ? N’est-il pas plongé vivant dans un tombeau ? ».